# ۴۷۱ (میلادی)
۴۷۱ (میلادی) چهارصد و هفتاد و یکمین سال تقویم میلادی است.

## درگذشتگان
‎